# Children of the Grave
«Children of the Grave» (с англ. — «Дети могилы») — песня хэви-метал-группы Black Sabbath с альбома Master of Reality. Записана в 1971 году в студии Record Plant (Лос-Анджелес), где группа ранее записывала песни для трёх альбомов. «Children of the Grave» продолжает антивоенную тему, начатую в песнях «War Pigs» и «Electric Funeral» с альбома «Paranoid». Оззи Осборн часто исполнял песню во время своих сольных концертов. Сингл выпущен в том же году лейблами Vertigo Records в Великобритании и Warner Bros. Records в США.
Песня была включена в саундтрек игр Guitar Hero: Warriors of Rock и Brütal Legend. В специальное издание альбома Master of Reality вошли инструментальная версия песни и версия с альтернативной лирикой.

## Оценки критиков
Критик ресурса Allmusic Стивен назвал рифф «Children of the Grave» лучшим с альбома, наряду с риффом «Sweet Leaf». Лестер Бэнгс в статье для Rolling Stone отметил, что песня хороша для тех, кто предпочитает «светскую» сторону Black Sabbath. Майк Стагно в обзоре Master of Reality отозвался о композиции положительно, отметив, что выбрав средний ритм, участники группы используют множество приёмов, свойственных раннему хэви-металу. По его мнению, песня получила что-то хорошее от каждого из членов группы.

## Сингл Оззи Осборна
Оззи Осборн выпустил песню как сингл (сторона Б) к альбому Speak of the Devil.

## Кавер-версии
- Кавер-версия хэви-метал-группы White Zombie вошла в трибьют-альбом Black Sabbath Nativity in Black[6]. В том же году состоялся релиз сингла (лейбл Columbia);
- Хардкор-панк-группа The Fartz включила свою кавер-версию в альбом Because This Fuckin' World Still Stinks (1998)[7];
- Металкор-группа Earth Crisis, альбом Last of the Sane (2001)[8];
- Канадская рок-группа Jet Set Satellite[англ.] записала кавер-версию композиции для своего альбома End Of An Era (2008)[9];
- Группа Racer X, альбом Technical Difficulties (2000)[10];
- Группа Grave Digger, альбом Middleage Trilogy (2006)[11];
- Шведская группа Amon Amarth, играющая в жанре мелодичный дэт-метал, выпустила в 2010 году свою версию для сборника Metal Hammer’s Black Sabbath tribute CD[12];
- Американская трэш-метал группа Havok записала кавер-версию для своего альбома Unnatural Selection.